# Párizs-Manhattan
A Párizs-Manhattan (eredeti cím: Paris-Manhattan) 2012-ben bemutatott francia romantikus filmvígjáték. melyet elsőfilmes rendezőként Sophie Lellouche írt és rendezett. A főbb szerepekben Alice Taglioni, Patrick Bruel, Marine Delterme és Michel Aumont látható.

## Cselekmény
Alice Ovitz zsidó családból származó gyógyszerész. Gyerekkorában ismerte meg Woody Allen munkásságát és szeretett bele a színész filmjeibe. A lány vágyik egy párkapcsolatra, de az egyetlen férfit, akit valaha szeretett, saját nővére csábította el tőle. Alice hálószobájában egy nagy Woody Allen-poszter lóg, mellyel a lány éjszakánként hosszú beszélgetéseket folytat – Allen pedig a filmjeiből származó sorokkal válaszol neki.
Tíz évvel később Alice átveszi nyugdíjba vonuló apja gyógyszertárát, nővére régóta házas Alice volt szerelmével, a poszter pedig még mindig ott van a falon. A harmincéves Alice magányos, családja próbálja őt bemutatni nőtlen férfiaknak. Nehezen tud választani két hódolója, Vincent és Victor között. Alice szinte véletlenül (bár Victor keze is benne van a dologban) találkozik Allennel Párizs utcáin. Ezúttal a hús-vér színész ad neki személyes tanácsokat.

## Szereplők
- Alice Taglioni – Alice Ovitz
- Patrick Bruel – Victor
- Marine Delterme – Hélène
- Michel Aumont – Isaac Ovitz
- Marie-Christine Adam – Nicole Ovitz
- Louis-Do de Lencquesaing – Pierre
- Margaux Châtelier – Laura
- Yannick Soulier – Vincent
- Woody Allen – önmaga (cameo)

## Fogadtatás
Az 5,3 millió euróból készült film kb. 3 millió amerikai dolláros bevételt ért el.
A film kedvezőtlen kritikákat kapott. A Variety kritikusa megjegyezte, hogy nagyban hasonlít az 1972-es Játszd újra, Sam! című Woody Allen-filmre és „szeretne szellemes és romantikus lenni, de többnyire egy sekélyes, összefüggéstelen próbálkozás”.

## Fordítás
- Ez a szócikk részben vagy egészben  a   Paris Manhattan című angol Wikipédia-szócikk fordításán alapul.  Az eredeti cikk szerkesztőit annak laptörténete sorolja fel. Ez a jelzés csupán a megfogalmazás eredetét és a szerzői jogokat jelzi, nem szolgál a cikkben szereplő információk forrásmegjelöléseként.